# 인도네시아 축구 국가대표팀
인도네시아 축구 국가대표팀(인도네시아어: Tim Nasional Sepak Bola Indonesia)은 인도네시아를 대표하는 축구 국가대표팀으로 동남아시아의 다크호스로 손꼽힌다. 1921년 3월 28일 싱가포르와의 국제 경기 데뷔전에서 1-0으로 승리를 거두었고 현재 홈 구장은 겔로라 붕 카르노 스타디움이다.

## 국제 대회 경력

### FIFA 월드컵
FIFA 월드컵 본선 진출 기록은 식민지 시절 명칭인 네덜란드령 동인도라는 이름으로 출전한 1938년 대회가 유일하며 당시 토너먼트 방식으로만 진행된 이 대회 1라운드에서 당시 유럽 축구 강호였던 헝가리에 0-6으로 대패하며 탈락했지만 이후 2026년 FIFA 월드컵 아시아 지역 2차 예선에서 같은 동남아시아팀인 베트남, 필리핀 등을 차례대로 꺾고 태국과 베트남에 이어 월드컵 아시아 최종 예선에 진출한 3번째 동남아시아팀이 되었다. 2024년에 치러진 경기 6경기에서 6포트로 올라온 나라중 가장 좋은 성적을 거두고 있다. 6차전에는 에르베 르나르 감독이 이끄는 사우디아라비아를 상대로 2대0 완승을 거두는 등 최종예선에 진출한 동남아시아 국가중 최고성적을 기록하며 조 3위를 차지하고 있다.

### AFC 아시안컵
1996년 대회에 처음으로 아시안컵 본선에 출전한 이후 현재까지 5번의 대회에 출전하여 이 중 2023년 대회에서 인도네시아 축구 역사상 첫 메이저 대회 16강 진출의 성과를 이루었다.

### 아시안 게임
아시안 게임 축구에는 U-23 대표팀까지 포함해 10번 출전하여 이 가운데 1958년 대회에서 동메달을 획득했으며 U-23 대표팀으로는 3번 출전하여 2014년과 자국에서 열린 2018년 대회에서 2회 연속 16강에 올랐다.

### 하계 올림픽
하계 올림픽 본선에는 1956년 대회에 유일하게 출전하여 이 대회에서 8강에 진출했는데 이는 인도네시아 축구 역사상 올림픽에서 거둔 최고 성적이다. 그러나 1라운드에서 베트남이 기권을 선언하며 부전승으로 8강에 올랐으며 러시아와의 8강에서 0-0으로 비기며 재경기에 돌입했고 결국 재경기에서 0-4의 대패를 당하면서 탈락했기 때문에 이 기록은 별다른 의미가 없다.

### AFF 챔피언십
1996년 대회를 시작으로 13번의 대회에 모두 출전하였고 6번의 대회에서 준우승을 차지하는 등 9번의 대회에서 준결승 이상의 성적을 거두었지만 우승과는 인연을 맺지 못했다.

### 동남아시아 경기 대회
동남아시아 경기 대회에서는 11번의 대회에 출전하여 U-23 대표팀 전적을 비롯해 금메달 2개, 은메달 5개, 동메달 4개를 가져갔다.

## 기타 국제 대회 경력
자국에서 열린 인도네시아 독립컵에서는 3번의 우승컵을 들어올렸고 2번의 준우승을 차지했으며 1972년 자카르타 창립 기념대회에서 우승을 차지했고 준우승도 4번 차지했다. 메르데카 국제축구대회에서는 3번의 우승과 준우승을 동시에 차지했고 1968년 킹스컵에서도 정상에 올랐으며 2번의 킹스컵 준우승도 차지했다. 코리아컵 국제축구대회에서는 2번의 준우승을 차지했고 1982년 머라이언컵에서 동메달을 획득했으며 2012년 팔레스타인 인디펜던스컵에서 준결승에 올랐다. 또한 2012년 SCTV컵과 2017년 아체 세계 솔리대리티 쓰나미컵에서 준우승을 차지했고 극동 선수권 대회에서도 은메달을 획득한 바가 있다.

## FIFA 월드컵
| FIFA 월드컵 본선 기록 | FIFA 월드컵 본선 기록        | FIFA 월드컵 본선 기록        | FIFA 월드컵 본선 기록        | FIFA 월드컵 본선 기록        | FIFA 월드컵 본선 기록        | FIFA 월드컵 본선 기록        | FIFA 월드컵 본선 기록        | FIFA 월드컵 본선 기록        | FIFA 월드컵 본선 기록        | FIFA 월드컵 예선 기록                      | FIFA 월드컵 예선 기록                      | FIFA 월드컵 예선 기록                      | FIFA 월드컵 예선 기록                      | FIFA 월드컵 예선 기록                      | FIFA 월드컵 예선 기록                      | FIFA 월드컵 예선 기록                      |
| 년도                  | 결과                         | 순위                         | 경기                         | 승                           | 무*                          | 패                           | 득점                         | 실점                         | 승점                         | 경기                                       | 승                                         | 무*                                        | 패                                         | 득점                                       | 실점                                       | 승점                                       |
| --------------------- | ---------------------------- | ---------------------------- | ---------------------------- | ---------------------------- | ---------------------------- | ---------------------------- | ---------------------------- | ---------------------------- | ---------------------------- | ------------------------------------------ | ------------------------------------------ | ------------------------------------------ | ------------------------------------------ | ------------------------------------------ | ------------------------------------------ | ------------------------------------------ |
| 1930년                | 불참                         | 불참                         | 불참                         | 불참                         | 불참                         | 불참                         | 불참                         | 불참                         | 불참                         | 불참                                       | 불참                                       | 불참                                       | 불참                                       | 불참                                       | 불참                                       | 불참                                       |
| 1934년                | 불참                         | 불참                         | 불참                         | 불참                         | 불참                         | 불참                         | 불참                         | 불참                         | 불참                         | 불참                                       | 불참                                       | 불참                                       | 불참                                       | 불참                                       | 불참                                       | 불참                                       |
| 1938년                | 1라운드                      | 15위                         | 1                            | 0                            | 0                            | 1                            | 0                            | 6                            | 0                            | 자동진출(일본 기권)                        | 자동진출(일본 기권)                        | 자동진출(일본 기권)                        | 자동진출(일본 기권)                        | 자동진출(일본 기권)                        | 자동진출(일본 기권)                        | 자동진출(일본 기권)                        |
| 1950년                | 기권                         | 기권                         | 기권                         | 기권                         | 기권                         | 기권                         | 기권                         | 기권                         | 기권                         | 기권                                       | 기권                                       | 기권                                       | 기권                                       | 기권                                       | 기권                                       | 기권                                       |
| 1954년                | 불참                         | 불참                         | 불참                         | 불참                         | 불참                         | 불참                         | 불참                         | 불참                         | 불참                         | 불참                                       | 불참                                       | 불참                                       | 불참                                       | 불참                                       | 불참                                       | 불참                                       |
| 1958년                | 1차예선 통과 후 기권         | 1차예선 통과 후 기권         | 1차예선 통과 후 기권         | 1차예선 통과 후 기권         | 1차예선 통과 후 기권         | 1차예선 통과 후 기권         | 1차예선 통과 후 기권         | 1차예선 통과 후 기권         | 1차예선 통과 후 기권         | 3                                          | 1                                          | 1                                          | 1                                          | 5                                          | 4                                          | 4                                          |
| 1962년                | 기권                         | 기권                         | 기권                         | 기권                         | 기권                         | 기권                         | 기권                         | 기권                         | 기권                         | 기권                                       | 기권                                       | 기권                                       | 기권                                       | 기권                                       | 기권                                       | 기권                                       |
| 1966년                | 불참                         | 불참                         | 불참                         | 불참                         | 불참                         | 불참                         | 불참                         | 불참                         | 불참                         | 불참                                       | 불참                                       | 불참                                       | 불참                                       | 불참                                       | 불참                                       | 불참                                       |
| 1970년                | 불참                         | 불참                         | 불참                         | 불참                         | 불참                         | 불참                         | 불참                         | 불참                         | 불참                         | 불참                                       | 불참                                       | 불참                                       | 불참                                       | 불참                                       | 불참                                       | 불참                                       |
| 1974년                | 예선 탈락                    | 예선 탈락                    | 예선 탈락                    | 예선 탈락                    | 예선 탈락                    | 예선 탈락                    | 예선 탈락                    | 예선 탈락                    | 예선 탈락                    | 6                                          | 1                                          | 2                                          | 3                                          | 6                                          | 13                                         | 5                                          |
| 1978년                | 예선 탈락                    | 예선 탈락                    | 예선 탈락                    | 예선 탈락                    | 예선 탈락                    | 예선 탈락                    | 예선 탈락                    | 예선 탈락                    | 예선 탈락                    | 4                                          | 1                                          | 1                                          | 2                                          | 7                                          | 7                                          | 4                                          |
| 1982년                | 예선 탈락                    | 예선 탈락                    | 예선 탈락                    | 예선 탈락                    | 예선 탈락                    | 예선 탈락                    | 예선 탈락                    | 예선 탈락                    | 예선 탈락                    | 8                                          | 2                                          | 2                                          | 4                                          | 5                                          | 14                                         | 8                                          |
| 1986년                | 예선 탈락                    | 예선 탈락                    | 예선 탈락                    | 예선 탈락                    | 예선 탈락                    | 예선 탈락                    | 예선 탈락                    | 예선 탈락                    | 예선 탈락                    | 8                                          | 4                                          | 1                                          | 3                                          | 9                                          | 10                                         | 13                                         |
| 1990년                | 예선 탈락                    | 예선 탈락                    | 예선 탈락                    | 예선 탈락                    | 예선 탈락                    | 예선 탈락                    | 예선 탈락                    | 예선 탈락                    | 예선 탈락                    | 6                                          | 1                                          | 3                                          | 2                                          | 5                                          | 10                                         | 6                                          |
| 1994년                | 예선 탈락                    | 예선 탈락                    | 예선 탈락                    | 예선 탈락                    | 예선 탈락                    | 예선 탈락                    | 예선 탈락                    | 예선 탈락                    | 예선 탈락                    | 8                                          | 1                                          | 0                                          | 7                                          | 6                                          | 19                                         | 3                                          |
| 1998년                | 예선 탈락                    | 예선 탈락                    | 예선 탈락                    | 예선 탈락                    | 예선 탈락                    | 예선 탈락                    | 예선 탈락                    | 예선 탈락                    | 예선 탈락                    | 6                                          | 1                                          | 4                                          | 1                                          | 11                                         | 6                                          | 7                                          |
| 2002년                | 예선 탈락                    | 예선 탈락                    | 예선 탈락                    | 예선 탈락                    | 예선 탈락                    | 예선 탈락                    | 예선 탈락                    | 예선 탈락                    | 예선 탈락                    | 6                                          | 4                                          | 0                                          | 2                                          | 16                                         | 7                                          | 12                                         |
| 2006년                | 예선 탈락                    | 예선 탈락                    | 예선 탈락                    | 예선 탈락                    | 예선 탈락                    | 예선 탈락                    | 예선 탈락                    | 예선 탈락                    | 예선 탈락                    | 6                                          | 2                                          | 1                                          | 3                                          | 8                                          | 12                                         | 7                                          |
| 2010년                | 예선 탈락                    | 예선 탈락                    | 예선 탈락                    | 예선 탈락                    | 예선 탈락                    | 예선 탈락                    | 예선 탈락                    | 예선 탈락                    | 예선 탈락                    | 2                                          | 0                                          | 0                                          | 2                                          | 1                                          | 11                                         | 0                                          |
| 2014년                | 예선 탈락                    | 예선 탈락                    | 예선 탈락                    | 예선 탈락                    | 예선 탈락                    | 예선 탈락                    | 예선 탈락                    | 예선 탈락                    | 예선 탈락                    | 8                                          | 1                                          | 1                                          | 6                                          | 8                                          | 30                                         | 4                                          |
| 2018년                | 실격                         | 실격                         | 실격                         | 실격                         | 실격                         | 실격                         | 실격                         | 실격                         | 실격                         | 실격                                       | 실격                                       | 실격                                       | 실격                                       | 실격                                       | 실격                                       | 실격                                       |
| 2022년                | 예선 탈락                    | 예선 탈락                    | 예선 탈락                    | 예선 탈락                    | 예선 탈락                    | 예선 탈락                    | 예선 탈락                    | 예선 탈락                    | 예선 탈락                    | 8                                          | 0                                          | 1                                          | 7                                          | 5                                          | 27                                         | 1                                          |
| 2026년                | 미정                         | 미정                         | 미정                         | 미정                         | 미정                         | 미정                         | 미정                         | 미정                         | 미정                         | 6                                          | 3                                          | 1                                          | 2                                          | 8                                          | 8                                          | 10                                         |
| 2030년                | 미정                         | 미정                         | 미정                         | 미정                         | 미정                         | 미정                         | 미정                         | 미정                         | 미정                         | 미정                                       | 미정                                       | 미정                                       | 미정                                       | 미정                                       | 미정                                       | 미정                                       |
| 2034년                | 미정                         | 미정                         | 미정                         | 미정                         | 미정                         | 미정                         | 미정                         | 미정                         | 미정                         | 미정                                       | 미정                                       | 미정                                       | 미정                                       | 미정                                       | 미정                                       | 미정                                       |
| 합계                  | 1회 진출(1/22)               | 1라운드(1회)                 | 1                            | 0                            | 0                            | 1                            | 0                            | 6                            | 0                            | 79                                         | 19                                         | 17                                         | 43                                         | 92                                         | 170                                        | 74                                         |
| 순위                  | FIFA 월드컵 역대 순위 : 73위 | FIFA 월드컵 역대 순위 : 73위 | FIFA 월드컵 역대 순위 : 73위 | FIFA 월드컵 역대 순위 : 73위 | FIFA 월드컵 역대 순위 : 73위 | FIFA 월드컵 역대 순위 : 73위 | FIFA 월드컵 역대 순위 : 73위 | FIFA 월드컵 역대 순위 : 73위 | FIFA 월드컵 역대 순위 : 73위 | 월드컵 예선 승점 순위 : 98위 (아시아 19위) | 월드컵 예선 승점 순위 : 98위 (아시아 19위) | 월드컵 예선 승점 순위 : 98위 (아시아 19위) | 월드컵 예선 승점 순위 : 98위 (아시아 19위) | 월드컵 예선 승점 순위 : 98위 (아시아 19위) | 월드컵 예선 승점 순위 : 98위 (아시아 19위) | 월드컵 예선 승점 순위 : 98위 (아시아 19위) |

### AFC 아시안컵
인도네시아 피파랭킹은 160위이다.
| AFC 아시안컵 본선 기록 | AFC 아시안컵 본선 기록         | AFC 아시안컵 본선 기록         | AFC 아시안컵 본선 기록         | AFC 아시안컵 본선 기록         | AFC 아시안컵 본선 기록         | AFC 아시안컵 본선 기록         | AFC 아시안컵 본선 기록         | AFC 아시안컵 본선 기록         | AFC 아시안컵 본선 기록         | AFC 아시안컵 예선 기록 | AFC 아시안컵 예선 기록 | AFC 아시안컵 예선 기록 | AFC 아시안컵 예선 기록 | AFC 아시안컵 예선 기록 | AFC 아시안컵 예선 기록 | AFC 아시안컵 예선 기록 |
| 년도                   | 결과                           | 순위                           | 경기                           | 승                             | 무*                            | 패                             | 득점                           | 실점                           | 승점                           | 경기                   | 승                     | 무*                    | 패                     | 득점                   | 실점                   | 승점                   |
| ---------------------- | ------------------------------ | ------------------------------ | ------------------------------ | ------------------------------ | ------------------------------ | ------------------------------ | ------------------------------ | ------------------------------ | ------------------------------ | ---------------------- | ---------------------- | ---------------------- | ---------------------- | ---------------------- | ---------------------- | ---------------------- |
| 1956년                 | 기권                           | 기권                           | 기권                           | 기권                           | 기권                           | 기권                           | 기권                           | 기권                           | 기권                           | 기권                   | 기권                   | 기권                   | 기권                   | 기권                   | 기권                   | 기권                   |
| 1960년                 | 참가를 거부당함                | 참가를 거부당함                | 참가를 거부당함                | 참가를 거부당함                | 참가를 거부당함                | 참가를 거부당함                | 참가를 거부당함                | 참가를 거부당함                | 참가를 거부당함                | 참가를 거부당함        | 참가를 거부당함        | 참가를 거부당함        | 참가를 거부당함        | 참가를 거부당함        | 참가를 거부당함        | 참가를 거부당함        |
| 1964년                 | 기권                           | 기권                           | 기권                           | 기권                           | 기권                           | 기권                           | 기권                           | 기권                           | 기권                           | 기권                   | 기권                   | 기권                   | 기권                   | 기권                   | 기권                   | 기권                   |
| 1968년                 | 예선 탈락                      | 예선 탈락                      | 예선 탈락                      | 예선 탈락                      | 예선 탈락                      | 예선 탈락                      | 예선 탈락                      | 예선 탈락                      | 예선 탈락                      | 4                      | 1                      | 1                      | 2                      | 10                     | 6                      | 4                      |
| 1972년                 | 예선 탈락                      | 예선 탈락                      | 예선 탈락                      | 예선 탈락                      | 예선 탈락                      | 예선 탈락                      | 예선 탈락                      | 예선 탈락                      | 예선 탈락                      | 5                      | 3                      | 0                      | 2                      | 12                     | 6                      | 9                      |
| 1976년                 | 예선 탈락                      | 예선 탈락                      | 예선 탈락                      | 예선 탈락                      | 예선 탈락                      | 예선 탈락                      | 예선 탈락                      | 예선 탈락                      | 예선 탈락                      | 4                      | 1                      | 1                      | 2                      | 3                      | 5                      | 4                      |
| 1980년                 | 예선 탈락                      | 예선 탈락                      | 예선 탈락                      | 예선 탈락                      | 예선 탈락                      | 예선 탈락                      | 예선 탈락                      | 예선 탈락                      | 예선 탈락                      | 3                      | 0                      | 0                      | 3                      | 3                      | 10                     | 0                      |
| 1984년                 | 예선 탈락                      | 예선 탈락                      | 예선 탈락                      | 예선 탈락                      | 예선 탈락                      | 예선 탈락                      | 예선 탈락                      | 예선 탈락                      | 예선 탈락                      | 5                      | 3                      | 0                      | 2                      | 6                      | 5                      | 9                      |
| 1988년                 | 예선 탈락                      | 예선 탈락                      | 예선 탈락                      | 예선 탈락                      | 예선 탈락                      | 예선 탈락                      | 예선 탈락                      | 예선 탈락                      | 예선 탈락                      | 3                      | 1                      | 1                      | 1                      | 1                      | 4                      | 4                      |
| 1992년                 | 예선 탈락                      | 예선 탈락                      | 예선 탈락                      | 예선 탈락                      | 예선 탈락                      | 예선 탈락                      | 예선 탈락                      | 예선 탈락                      | 예선 탈락                      | 3                      | 1                      | 1                      | 1                      | 3                      | 4                      | 4                      |
| 1996년                 | 조별리그                       | 11위                           | 3                              | 0                              | 1                              | 2                              | 4                              | 8                              | 1                              | 2                      | 1                      | 1                      | 0                      | 7                      | 1                      | 4                      |
| 2000년                 | 조별리그                       | 11위                           | 3                              | 0                              | 1                              | 2                              | 0                              | 7                              | 1                              | 4                      | 3                      | 1                      | 0                      | 18                     | 5                      | 10                     |
| 2004년                 | 조별리그                       | 11위                           | 3                              | 1                              | 0                              | 2                              | 3                              | 9                              | 3                              | 6                      | 3                      | 1                      | 2                      | 9                      | 13                     | 10                     |
| 2007년                 | 조별리그                       | 11위                           | 3                              | 1                              | 0                              | 2                              | 3                              | 4                              | 3                              | 자동참가(개최국)       | 자동참가(개최국)       | 자동참가(개최국)       | 자동참가(개최국)       | 자동참가(개최국)       | 자동참가(개최국)       | 자동참가(개최국)       |
| 2011년                 | 예선 탈락                      | 예선 탈락                      | 예선 탈락                      | 예선 탈락                      | 예선 탈락                      | 예선 탈락                      | 예선 탈락                      | 예선 탈락                      | 예선 탈락                      | 6                      | 0                      | 3                      | 3                      | 3                      | 6                      | 3                      |
| 2015년                 | 예선 탈락                      | 예선 탈락                      | 예선 탈락                      | 예선 탈락                      | 예선 탈락                      | 예선 탈락                      | 예선 탈락                      | 예선 탈락                      | 예선 탈락                      | 6                      | 0                      | 1                      | 5                      | 2                      | 8                      | 1                      |
| 2019년                 | 실격                           | 실격                           | 실격                           | 실격                           | 실격                           | 실격                           | 실격                           | 실격                           | 실격                           | 실격                   | 실격                   | 실격                   | 실격                   | 실격                   | 실격                   | 실격                   |
| 2023년                 | 16강                           | 16위                           | 4                              | 1                              | 0                              | 3                              | 3                              | 10                             | 3                              | 13                     | 4                      | 1                      | 8                      | 19                     | 30                     | 13                     |
| 2027년                 | 본선 진출                      | 본선 진출                      | 본선 진출                      | 본선 진출                      | 본선 진출                      | 본선 진출                      | 본선 진출                      | 본선 진출                      | 본선 진출                      | 6                      | 3                      | 1                      | 2                      | 8                      | 8                      | 10                     |
| 합계                   | 6회 진출(6/19)                 | 16강(1회)                      | 16                             | 3                              | 2                              | 11                             | 13                             | 38                             | 11                             | 70                     | 24                     | 13                     | 33                     | 104                    | 111                    | 85                     |
| 순위                   | 'AFC 아시안컵 역대 순위 : 19위 | 'AFC 아시안컵 역대 순위 : 19위 | 'AFC 아시안컵 역대 순위 : 19위 | 'AFC 아시안컵 역대 순위 : 19위 | 'AFC 아시안컵 역대 순위 : 19위 | 'AFC 아시안컵 역대 순위 : 19위 | 'AFC 아시안컵 역대 순위 : 19위 | 'AFC 아시안컵 역대 순위 : 19위 | 'AFC 아시안컵 역대 순위 : 19위 |                        |                        |                        |                        |                        |                        |                        |

### 하계 올림픽
| 올림픽 축구 기록 | 올림픽 축구 기록 | 올림픽 축구 기록 | 올림픽 축구 기록 | 올림픽 축구 기록 | 올림픽 축구 기록 | 올림픽 축구 기록 | 올림픽 축구 기록 | 올림픽 축구 기록 | 올림픽 축구 기록 |
| 년도             | 결과             | 순위             | 경기             | 승               | 무*              | 패               | 득점             | 실점             | 승점             |
| ---------------- | ---------------- | ---------------- | ---------------- | ---------------- | ---------------- | ---------------- | ---------------- | ---------------- | ---------------- |
| 1900년           | 독립 이전        | 독립 이전        | 독립 이전        | 독립 이전        | 독립 이전        | 독립 이전        | 독립 이전        | 독립 이전        | 독립 이전        |
| 1904년           | 독립 이전        | 독립 이전        | 독립 이전        | 독립 이전        | 독립 이전        | 독립 이전        | 독립 이전        | 독립 이전        | 독립 이전        |
| 1908년           | 독립 이전        | 독립 이전        | 독립 이전        | 독립 이전        | 독립 이전        | 독립 이전        | 독립 이전        | 독립 이전        | 독립 이전        |
| 1912년           | 독립 이전        | 독립 이전        | 독립 이전        | 독립 이전        | 독립 이전        | 독립 이전        | 독립 이전        | 독립 이전        | 독립 이전        |
| 1920년           | 독립 이전        | 독립 이전        | 독립 이전        | 독립 이전        | 독립 이전        | 독립 이전        | 독립 이전        | 독립 이전        | 독립 이전        |
| 1924년           | 독립 이전        | 독립 이전        | 독립 이전        | 독립 이전        | 독립 이전        | 독립 이전        | 독립 이전        | 독립 이전        | 독립 이전        |
| 1928년           | 독립 이전        | 독립 이전        | 독립 이전        | 독립 이전        | 독립 이전        | 독립 이전        | 독립 이전        | 독립 이전        | 독립 이전        |
| 1936년           | 독립 이전        | 독립 이전        | 독립 이전        | 독립 이전        | 독립 이전        | 독립 이전        | 독립 이전        | 독립 이전        | 독립 이전        |
| 1948년           | 불참             | 불참             | 불참             | 불참             | 불참             | 불참             | 불참             | 불참             | 불참             |
| 1952년           | 불참             | 불참             | 불참             | 불참             | 불참             | 불참             | 불참             | 불참             | 불참             |
| 1956년           | 8강              | 5위              | 2                | 0                | 1                | 1                | 0                | 4                | 1                |
| 1960년           | 진출 실패        | 진출 실패        | 진출 실패        | 진출 실패        | 진출 실패        | 진출 실패        | 진출 실패        | 진출 실패        | 진출 실패        |
| 1964년           | 기권             | 기권             | 기권             | 기권             | 기권             | 기권             | 기권             | 기권             | 기권             |
| 1968년           | 진출 실패        | 진출 실패        | 진출 실패        | 진출 실패        | 진출 실패        | 진출 실패        | 진출 실패        | 진출 실패        | 진출 실패        |
| 1972년           | 진출 실패        | 진출 실패        | 진출 실패        | 진출 실패        | 진출 실패        | 진출 실패        | 진출 실패        | 진출 실패        | 진출 실패        |
| 1976년           | 진출 실패        | 진출 실패        | 진출 실패        | 진출 실패        | 진출 실패        | 진출 실패        | 진출 실패        | 진출 실패        | 진출 실패        |
| 1980년           | 진출 실패        | 진출 실패        | 진출 실패        | 진출 실패        | 진출 실패        | 진출 실패        | 진출 실패        | 진출 실패        | 진출 실패        |
| 1984년           | 진출 실패        | 진출 실패        | 진출 실패        | 진출 실패        | 진출 실패        | 진출 실패        | 진출 실패        | 진출 실패        | 진출 실패        |
| 1988년           | 진출 실패        | 진출 실패        | 진출 실패        | 진출 실패        | 진출 실패        | 진출 실패        | 진출 실패        | 진출 실패        | 진출 실패        |
| 합계             | 1회 진출(1/18)   | 8강(1회)         | 2                | 0                | 1                | 1                | 0                | 4                | 1                |

## 아시안 게임
| 아시안 게임 기록 | 아시안 게임 기록 | 아시안 게임 기록 | 아시안 게임 기록 | 아시안 게임 기록 | 아시안 게임 기록 | 아시안 게임 기록 | 아시안 게임 기록 | 아시안 게임 기록 | 아시안 게임 기록 |
| 년도             | 결과             | 순위             | 경기             | 승               | 무*              | 패               | 득점             | 실점             | 승점             |
| ---------------- | ---------------- | ---------------- | ---------------- | ---------------- | ---------------- | ---------------- | ---------------- | ---------------- | ---------------- |
| 1951년           | 1라운드          | 6위              | 1                | 0                | 0                | 1                | 0                | 3                | 0                |
| 1954년           | 준결승           | 4위              | 4                | 2                | 0                | 2                | 15               | 12               | 6                |
| 1958년           | 동메달           | 3위              | 5                | 4                | 0                | 1                | 15               | 7                | 12               |
| 1962년           | 조별리그         | 5위              | 3                | 2                | 0                | 1                | 9                | 3                | 6                |
| 1966년           | 2라운드          | 5위              | 5                | 2                | 2                | 1                | 8                | 4                | 8                |
| 1970년           | 2라운드          | 6위              | 4                | 0                | 2                | 2                | 3                | 7                | 2                |
| 1974년           | 불참             | 불참             | 불참             | 불참             | 불참             | 불참             | 불참             | 불참             | 불참             |
| 1978년           | 불참             | 불참             | 불참             | 불참             | 불참             | 불참             | 불참             | 불참             | 불참             |
| 1982년           | 불참             | 불참             | 불참             | 불참             | 불참             | 불참             | 불참             | 불참             | 불참             |
| 1986년           | 준결승           | 4위              | 6                | 1                | 2                | 3                | 4                | 14               | 5                |
| 1990년           | 기권             | 기권             | 기권             | 기권             | 기권             | 기권             | 기권             | 기권             | 기권             |
| 1994년           | 불참             | 불참             | 불참             | 불참             | 불참             | 불참             | 불참             | 불참             | 불참             |
| 1998년           | 불참             | 불참             | 불참             | 불참             | 불참             | 불참             | 불참             | 불참             | 불참             |
| 합계             | 9회 출전(9/17)   | 동메달(1회)      | 35               | 13               | 7                | 15               | 68               | 71               | 46               |

## 동남아시아 축구 선수권 대회
| AFF 스즈키컵 기록 | AFF 스즈키컵 기록 | AFF 스즈키컵 기록 | AFF 스즈키컵 기록 | AFF 스즈키컵 기록 | AFF 스즈키컵 기록 | AFF 스즈키컵 기록 | AFF 스즈키컵 기록 | AFF 스즈키컵 기록 | AFF 스즈키컵 기록 |
| 년도              | 결과              | 순위              | 경기              | 승                | 무*               | 패                | 득점              | 실점              | 승점              |
| ----------------- | ----------------- | ----------------- | ----------------- | ----------------- | ----------------- | ----------------- | ----------------- | ----------------- | ----------------- |
| 1996년            | 준결승            | 4위               | 6                 | 3                 | 1                 | 2                 | 18                | 9                 | 10                |
| 1998년            | 준결승            | 3위               | 5                 | 2                 | 1                 | 2                 | 15                | 10                | 7                 |
| 2000년            | 준우승            | 2위               | 5                 | 3                 | 0                 | 2                 | 13                | 10                | 9                 |
| 2002년            | 준우승            | 2위               | 6                 | 3                 | 3                 | 0                 | 22                | 7                 | 12                |
| 2004년            | 준우승            | 2위               | 8                 | 4                 | 1                 | 3                 | 24                | 8                 | 13                |
| 2007년            | 조별리그          | 5위               | 3                 | 1                 | 2                 | 0                 | 6                 | 4                 | 5                 |
| 2008년            | 준결승            | 4위               | 5                 | 2                 | 0                 | 3                 | 8                 | 5                 | 6                 |
| 2010년            | 준우승            | 2위               | 7                 | 6                 | 0                 | 1                 | 17                | 6                 | 18                |
| 2012년            | 조별리그          | 5위               | 3                 | 1                 | 1                 | 1                 | 3                 | 4                 | 4                 |
| 2014년            | 조별리그          | 5위               | 3                 | 1                 | 1                 | 1                 | 7                 | 7                 | 4                 |
| 2016년            | 준우승            | 2위               | 7                 | 3                 | 2                 | 2                 | 12                | 13                | 11                |
| 합계              | 11회 출전(11/11)  | 준우승(5회)       | 58                | 29                | 12                | 17                | 145               | 83                | 99                |

## 코칭스태프
| 직위        | 이름                           |
| ----------- | ------------------------------ |
| 감독        | 파트릭 클라위버르트            |
| 수석코치    | 노바 아리안토 알렉스 알다 유디 |
| 코치        | 세토 누르디안토로              |
| 골키퍼 코치 |                                |
| 피지컬 코치 |                                |
| 팀 닥터     | 샤리프 알위                    |
| 물리 치료사 | 아셉 아지스                    |

### 역대 감독
| 감독                  | 임기        |
| --------------------- | ----------- |
| 압둘 카디르           | 1983 ~ 1984 |
| 피터 위스             | 2004 ~ 2007 |
| 피터 하우스트라(대행) | 2015        |
| 루이스 미야           | 2017 ~ 2018 |
| 신태용                | 2020 ~ 2025 |
| 파트릭 클라위버르트   | 2025 ~      |

## 주요 선수
- 이르판 바크딤
- 안드리타니 아르디야사
- 아스나위 망쿠알람
- 이르판 자야
- 엘칸 바고트
- 에기 마울라나 비크리
- 프라타마 아르한
- 위탄 술라에만
- 리키 캄부아야
- 마르셀리노 페르디난
- 조르디 아마트
- 라파엘 스트라위크
- 이바르 제너
- 제이 이즈스
- 저스틴 허브너
- 메이스 힐허르스
- 라그나르 오랏망운

## 같이 보기
- 인도네시아 U-23 축구 국가대표팀
- 인도네시아 여자 축구 국가대표팀